# Dread (Forum)

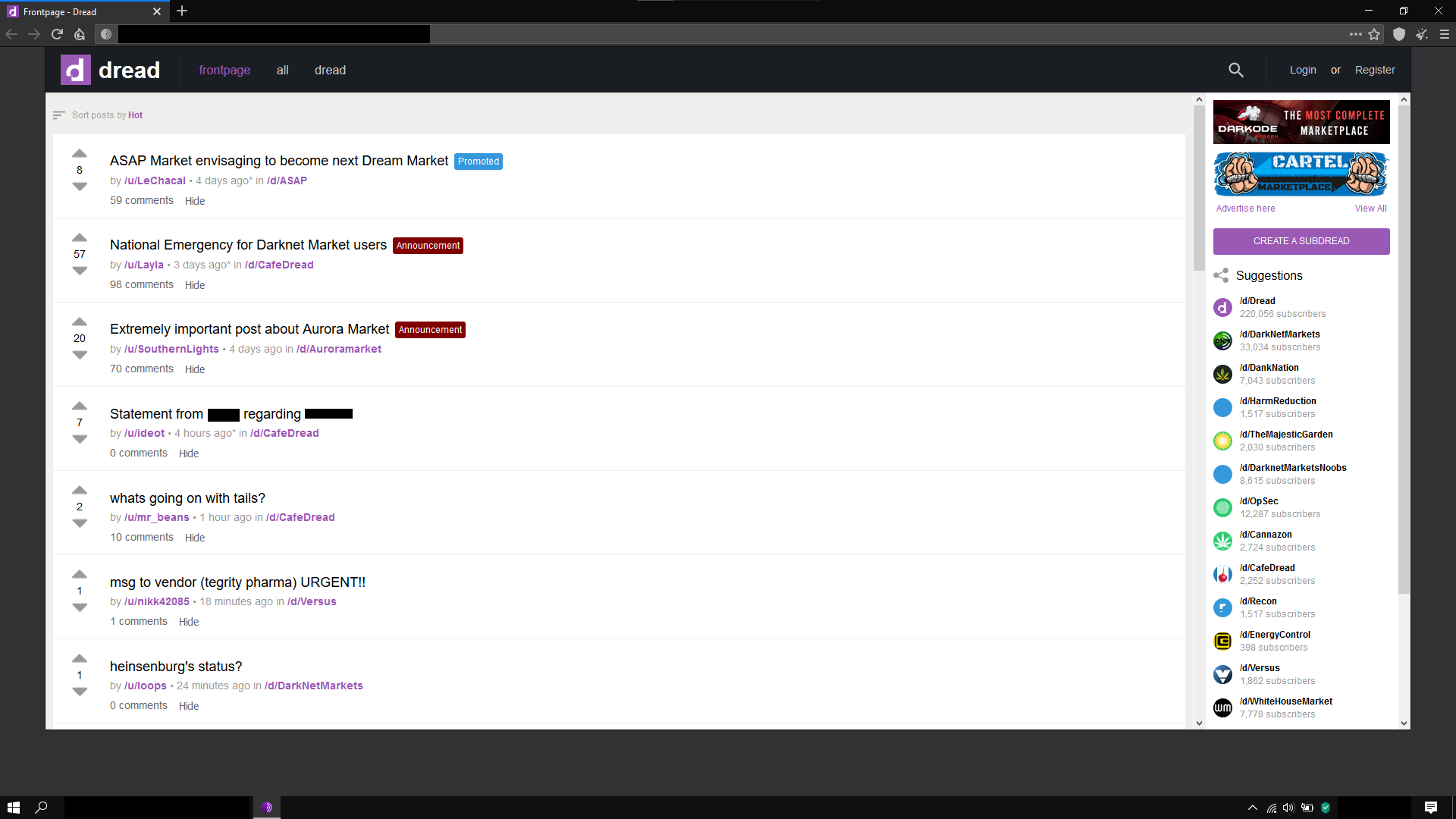
Screenshot der Seite

Dread ist ein Reddit-ähnliches Darknet-Diskussionsforum mit unzensiertem Meinungsaustausch und Diskussionen rund um Themen des Darknets, Darknet-Märkte, Drogen und IT-Sicherheit. Dread wird im Tor-Netzwerk als Onion Service und im I2P-Netzwerk betrieben, der Systemadministrator der Website nennt sich HugBunter.

## Geschichte
Dread ist eine Gemeinschaftsseite, die auf das beschlagnahmte Deep Dot Web als Nachrichtenseite für Diskussionen über Drogen, Strafverfolgungstätigkeiten, Darknet-Märkte und Betrug folgte. Die Seite erreichte 2018 gewisse Prominenz, nachdem Reddit mehrere Diskussionsgemeinschaften über Darknet-Märkte verboten hatte. Innerhalb von drei Monaten nach der Einführung wurden 12.000 registrierte Nutzer gezählt, im Juni 2018 waren es 14.683 Nutzer. Im September 2019, etwa nach einer Woche Wartungszeit, wurde der Totmannschalter von HugBunter aktiviert.

## Aktivitäten
Im Mai 2019 schickte ein Moderator des Wall Street Market seine versteckte IP-Adresse an Dread, was zu einem Exit-Scam und einer Beschlagnahme kurz darauf führte. Manchmal werden gestohlene Daten über Dread verkauft. Die Schließung von Dream Market wurde auf Dread angekündigt. Gegen Dread und andere Märkte wurden größere Denial-of-Service-Angriffe gestartet, die eine Schwachstelle im Tor-Protokoll ausnutzen.